# 安井政章
安井 政章（やすい まさあき、天明7年（1787年）7月 - 嘉永6年6月19日（1853年7月24日））は、江戸時代の武士・治水家。通称・安井与左衛門、初名は珍平。武蔵国川越藩士。

## 略歴
天明7年（1787年）7月、川越藩士・渡辺玄郭の第三子として川越に生まれる。藩士・安井久道の養子となり安井姓となる。幼くして儒学を学ぶと共に、川越藩の公式流派である槍術の宝蔵院流の師範となり、藩主・松平斉典にも指南。養父の死後200石の禄を受け、文政12年（1829年）郡奉行に昇進した。
江戸時代中期の川越藩は、農村の困窮が著しく離農が増加、藩主・斉典は水田を建て直すために治水事業に傾注、郡奉行の政章に土地の改良を託し、政章は藩領の治水を一手に引き受けた。多くの善政で窮民を救ったことで知られる。
前橋領での功績により、天保13年（1842年）には50石を加増され250石取となる。
天保14年（1843年）に川越へ戻る。
嘉永6年（1853年）6月19日、病のため齢67歳で死去。墓は、しだれ桜で有名な川越市末広町の曹洞宗雲興山榮林寺にある（川越市指定史跡）。
大正7年（1918年）、正五位を追贈された。
安井政章が注文し作らせた槍「十文字槍　付青貝螺鈿柄」は川越市指定文化財となっている。

## 前橋領での施策
天保2年（1831年）、安井政章は川越藩の飛び地であった前橋に赴く。安井はここで漆原（北群馬郡吉岡町漆原）の廃溝（天狗岩用水）復旧、川井・飯倉・沼之上（佐波郡玉村町）の水路の復旧、富田村の堤防建設を行い、水田97町歩余り（約97ha）を得た。この功績により前橋取締掛となり、前橋領内で良田750町歩（約750ha）を復旧し、農家313戸を増すに至った。
天保4年（1833年）に始まる天保の大飢饉に際しては、藩士用の備蓄米を領民に配布することを提案するも上司の反対を受け、議論を重ねてもその了承が得られなかったため、「領民を一人として飢え死にさせてはならない。配布のことは上司の判断を仰がずに自分で決めたことであるから、死罪になるとしても自身ただ一人で責任を負う」と言って退出してしまったので、藩庁は備蓄米の配布を許した、と伝わる。史料上も安井が早急な米等の配布の対応を複数回にわたり求めたことが確認でき、実際に藩による米の配布が行われるに至った。

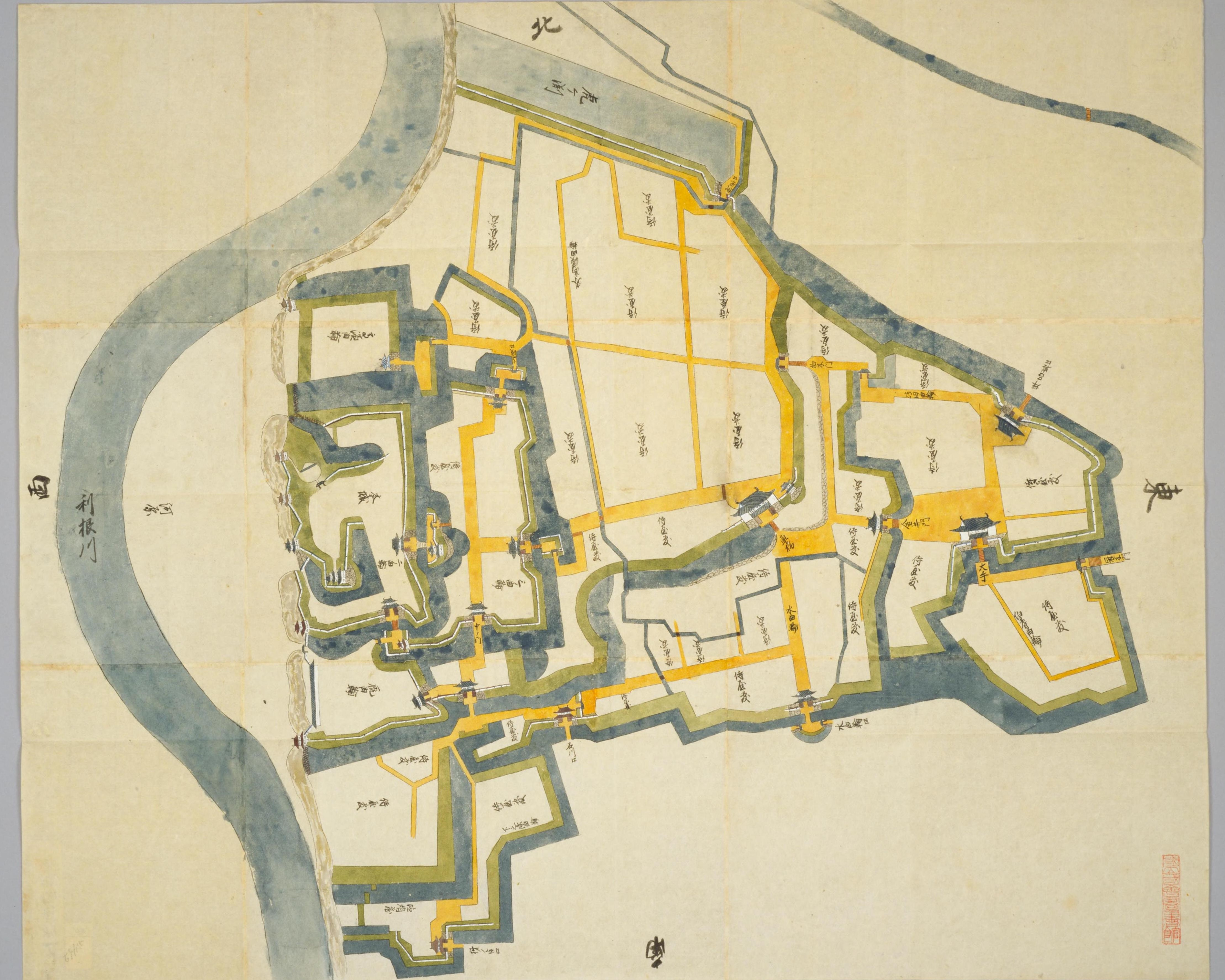
前橋城絵図。安井が大渡普請を行う約140年前のものだが、利根川による浸食が進みつつある。画面上部「北」の字の右上を流れる水路が風呂川。

天保7年（1836年）から天保13年（1842年）にかけて、「大渡普請」と呼ばれる利根川の改修工事を行った。
そもそも前橋城に隣接する利根川は、酒井氏が前橋藩主だった時代から前橋城を浸食しており、酒井氏も度々改修を試みたが、改善をみなかった。松平氏が寛延2年（1749年）に前橋藩主となるも、明和4年（1767年）には幕府の許可を得て川越城へと居所を移し、前橋城は廃城となり当時は前橋陣屋が置かれていた。安井が前橋に赴いた当時、利根川による浸食は風呂川（前橋台地を流れる用水路）の2間（約3.6m）近くにまで及び、風呂川の下流7千8石の良田の水源が危機にさらされていた。
安井政章が行った工事は、長さ428間（約778m）、幅40間（約73m）の新川開削と、大渡南に長さ120間（約218ｍ）の石垣の建設だった。この工事にはのべ44万の人足を要した。
これにより利根川による被害は改善へと向かい、文久3年（1863年）12月、川越藩主松平直克は幕府に願い出て前橋城の再築を開始し、慶応3年（1867年）に再建が成り入城を果たした。
前橋市大手町の前橋城跡には、政章の功績を称える顕彰碑が大正11年（1922年）に建てられた。

## 川島の鳥羽井堤
弘化2年（1845年）、比企郡の藩領・川島の荒川の堤防が二度も決壊、甚大な被害が出た。川島は入間川・市ノ川なども流れ込み大囲堤が築かれていたが、度々水害に襲われてきた。斉典の命を受け、政章は三保谷宿の名主・田中三興（たなかみつおき）、鈴木庸寿（すずきつねひさ）らの協力で、43ヶ村、150余町の間にわずか90日で土手を築いた（翌年に完成）。工費2554両・延べ17万3068人を用いた大工事であった。長堤は鳥羽井堤（とばいづつみ）と呼ばれ6kmにも達する。千株の桜・数万の柳が植樹され、今日では川島町の桜の名所となっている。現在では荒川サイクリングロードが設けられている。政章は、その後も領内にある河川の治水管理を続け、飢饉には年貢を減免するなど農民救済に尽力した。